# Email (glazuur)

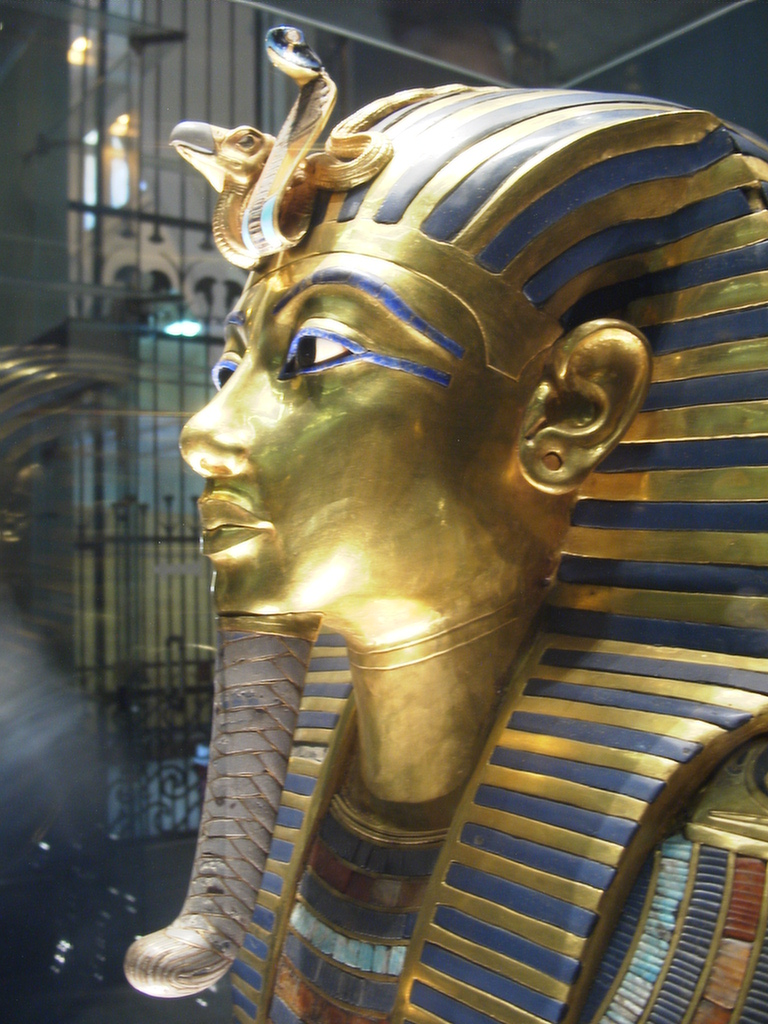
Het gouden masker van farao Toetanchamon, versierd met blauwe emailstroken
(ca. 1300 v. Chr.), Egyptisch Museum

Email of (onjuist) emaille is de beschermlaag van gesmolten glas aangebracht op voorwerpen van metaal of aardewerk om deze te beschermen, te isoleren of om deze te versieren. Email bij aardewerk wordt meestal glazuur genoemd. Email moet niet worden verward met emailverf of lakverf, die aan de lucht droogt tot een hard glanzend oppervlak.
Het woord email is via het Oudfranse esmailler afgeleid van het Germaanse woord smeltan, dat vervloeien of smelten betekent.

## Eigenschappen
Een emaillaag heeft verschillende bruikbare eigenschappen: email is zeer glad (hygiënisch), het is erg hard, onbrandbaar en duurzaam, het is zeer goed bestand tegen inwerking van chemische stoffen en tegen verkleuring door uv-straling (hoge kleurvastheid). Metaal wordt door de emaillaag tegen corrosie beschermd. Bij aardewerk wordt de oppervlakte dichter en minder waterdoorlatend, terwijl het ook krasbestendiger wordt. Door toevoeging van gekleurde oxiden wordt de emaillaag ook decoratief. 
Metalen die kunnen worden geëmailleerd zijn koper, aluminium, roestvrij en gewoon staal, gietijzer, goud en zilver. Doordat een emaillaag minder buigzaam is dan het metaal waarop het is aangebracht, kan het bij onvoorzichtige behandeling barsten en kunnen er zelfs stukken afspringen. Bij moderne toepassingen van email komt dit nauwelijks meer voor, doordat de emaillaag met zeer gelijkmatige dikte wordt aangebracht en email wordt gebruikt met een uitzettingscoëfficiënt die past bij het gebruikte metaal.

## Geschiedenis
In het Oude Egypte werd email toegepast bij aardewerk en bij gouden, bronzen en stenen voorwerpen. De Kelten gebruikten email bij de vervaardiging van sieraden, vaak in bonte kleuren. Aanvankelijk gebruikte men enkel rood, maar vanaf de 1e eeuw v.Chr. ook al blauw en geel. In het Romeinse Rijk werd email gebruikt om glazen voorwerpen te versieren. Een bijzondere emailleringstechniek is email cloisonné waarbij vlakken in email omlijst worden met metalen randen; met deze techniek kan men bijzondere figuren maken. In de romaanse kunst werden reliekschrijnen vaak voorzien van deze vorm van emaillering. Belangrijke centra van emaillekunst in de middeleeuwen waren de Franse stad Limoges en het prinsbisdom Luik en omgeving (Maaslandse kunst).
Rond 1850 werd in Oostenrijk en Duitsland voor het eerst email toegepast op plaatstaal. Vanaf omstreeks 1920 ontstond de emailindustrie. Ook in Nederland gingen verschillende fabrieken email produceren. Voor het aanbrengen van de glazuurlaag wordt een mengsel van kwarts, kaolien, borax en veldspaat in een oven gesmolten en op het te emailleren voorwerp gebrand. Tot 1960 werd uraniumdioxide gebruikt als gekleurd glazuur.

## Toepassingen

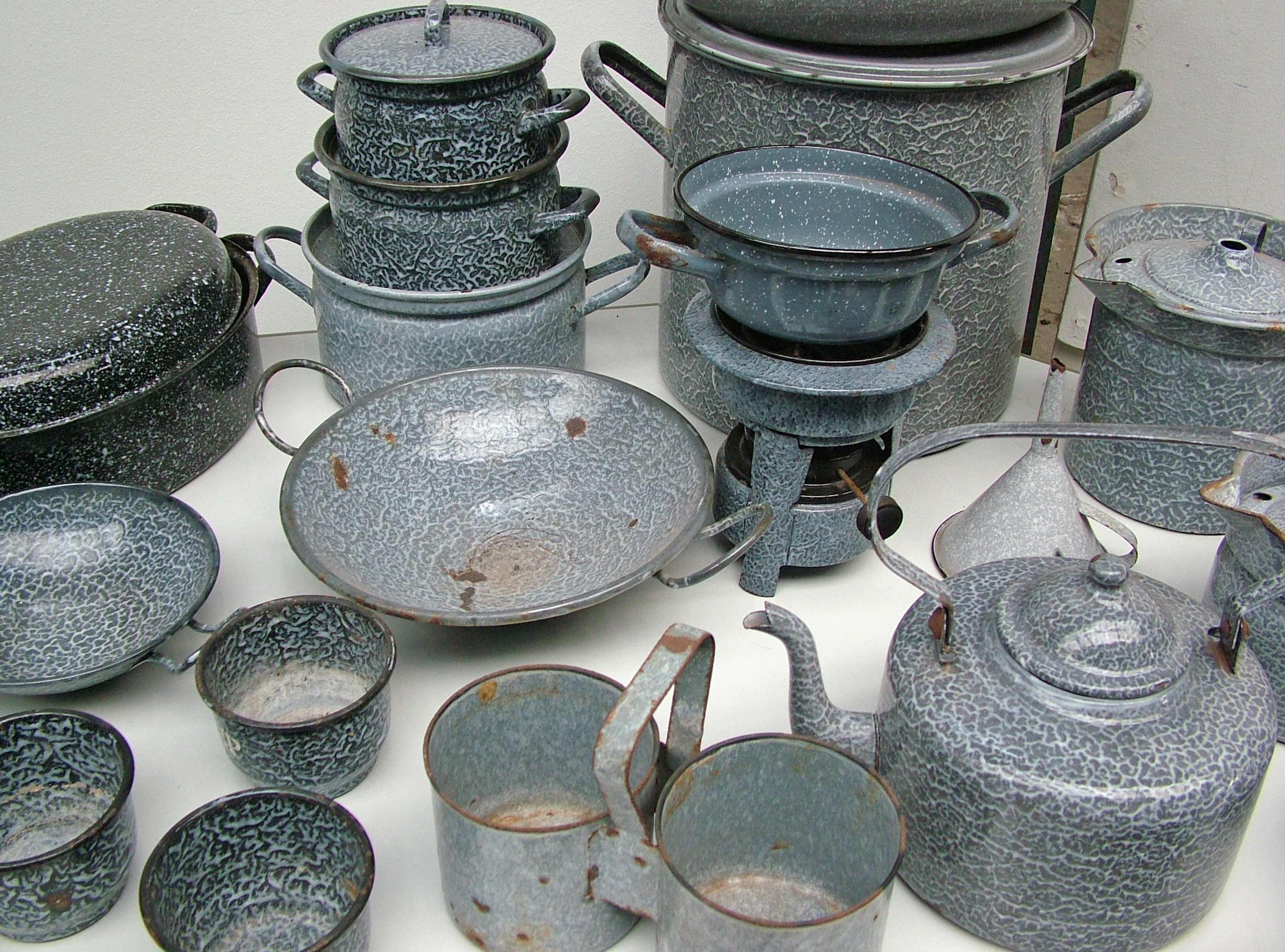
Grijs gewolkt, gebruiksvoorwerpen uit de DRU fabriek in Ulft

Vanouds worden metalen buitenkanten van wasmachines, afwasmachines, wasdrogers, kooktoestellen, koelkasten en dergelijke geëmailleerd. Hier wordt overwegend wit email gebruikt. Bij het petroleumstel en bij pannen werden ook andere kleuren toegepast, zoals reseda groen, donkergroen, petrolblauw, zwart, rood, oranje gevlamd, mintgroen, crème en grijsgewolkt. Een aantal van deze uitvoeringen is echter verouderd. Voorbeelden van emaille keukenartikelen zijn: zand-zeep-sodastel, melkkoker, koffie- en theepotten, pannen, voorraadbussen, broodtrommels, lepelrek, nestschalen, vergiet, petroleumstel, zeepbakje, maatbeker, blaker, lampetkan, fluitketel, emmers en nog veel meer. 
Ook worden metalen buitenreclame en bewegwijzeringsborden vaak geëmailleerd vanwege de kras- en roestbestendigheid van email en omdat het tot 50 jaar kleurvast kan zijn. 
Bij het brouwen van sake ging men over van houten tonnen naar geëmailleerde tanks. Dit was namelijk niet alleen hygiënischer, maar zorgde er ook voor dat er minder sake verloren ging.
In de elektronica en de elektrotechniek wordt "ge-emailleerd koperdraad" gebruikt, met name om er spoelen van te wikkelen. Of dat een koperdraad met een isolerende laag die werkelijk van email is betreft, is nogal twijfelachtig: in het Duits heet het Kupfer lack draht, en het kan worden verbrand met de vlam van een aansteker. Het zou in plaats van email ook om emailverf in de vorm van een laagje epoxy hars kunnen gaan.

## Trivia
De oorlogsfilm Schindler's List (van Steven Spielberg, 1993) speelt zich deels af in de fabriek van zakenman Oskar Schindler, de Deutsche Emailwarenfabrik (DEF), waar tijdens de Tweede Wereldoorlog geëmailleerde potten en pannen werden geproduceerd.

## Video
- Polygoonjournaal uit 1978 over emaillelessen bij de kunstacademie Artibus

## Galerij

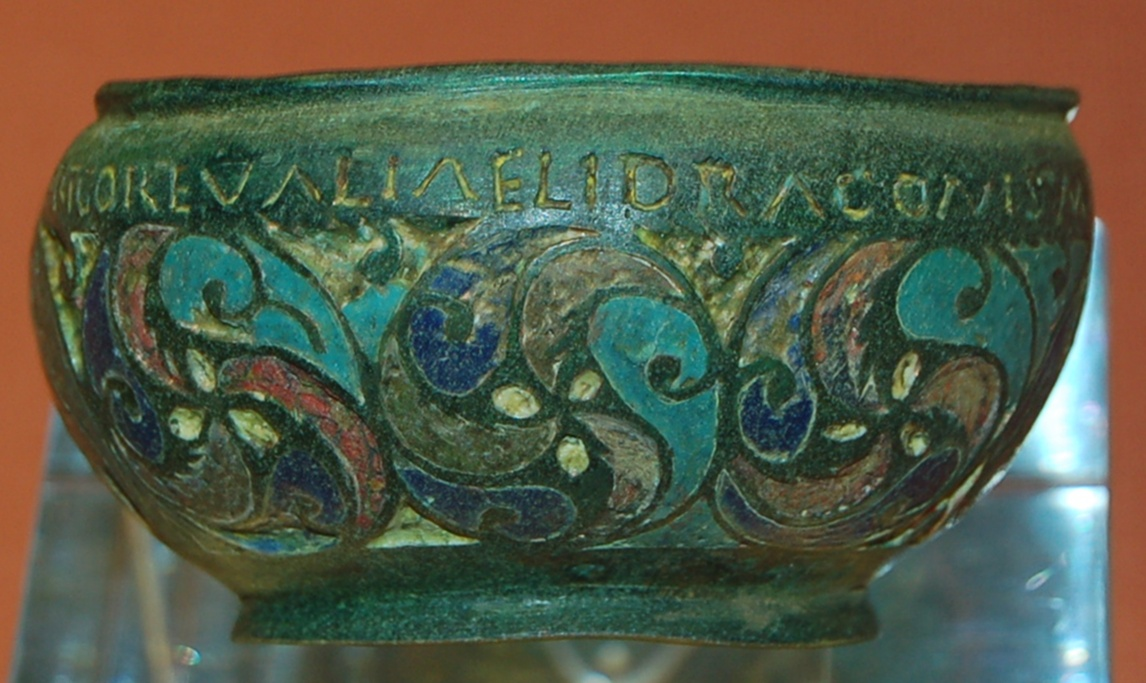
Bronzen schaal (Keltisch, 2e eeuw na Chr.)
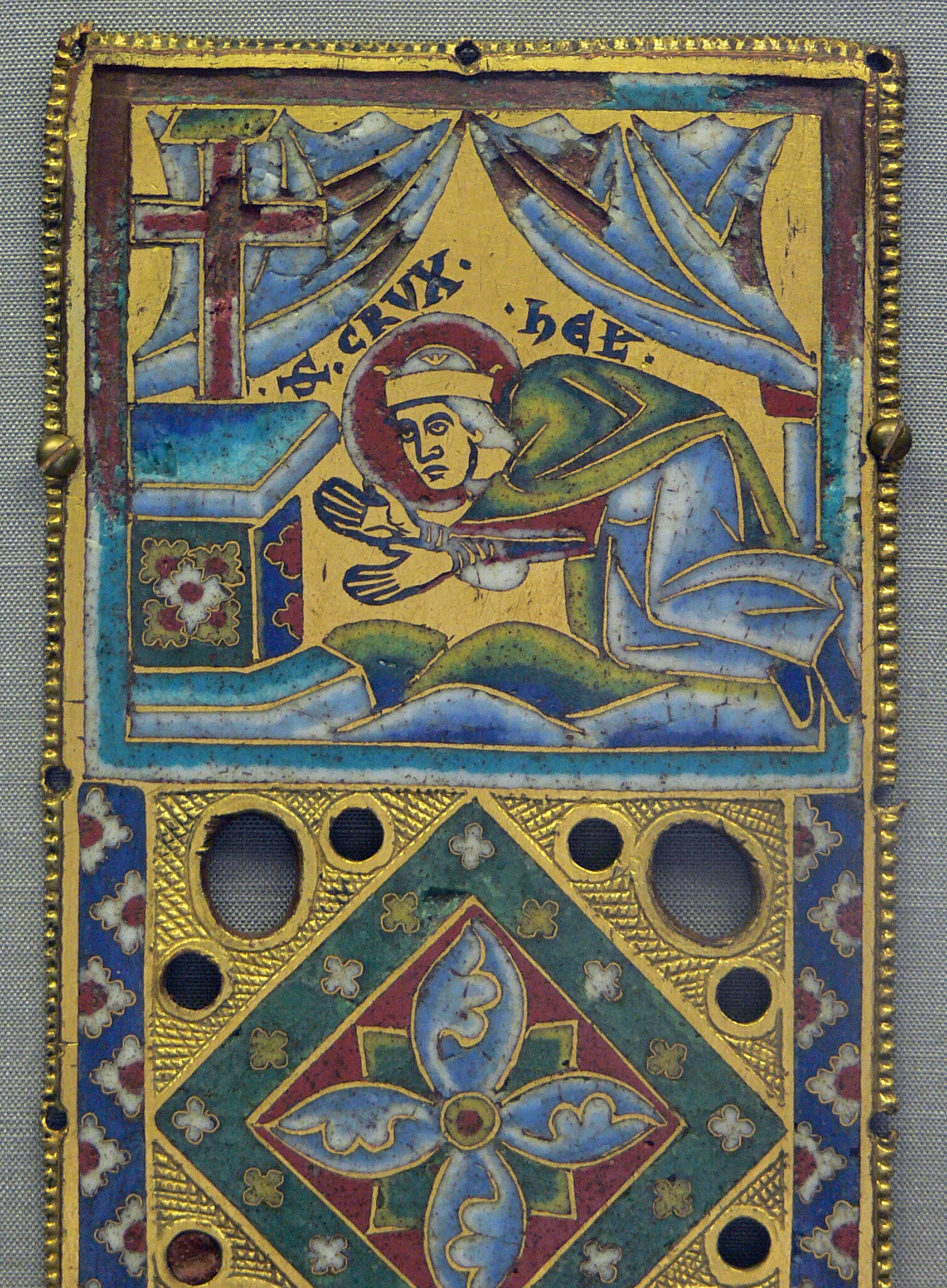
Emaille champlevé (Maaslands, 12e eeuw)
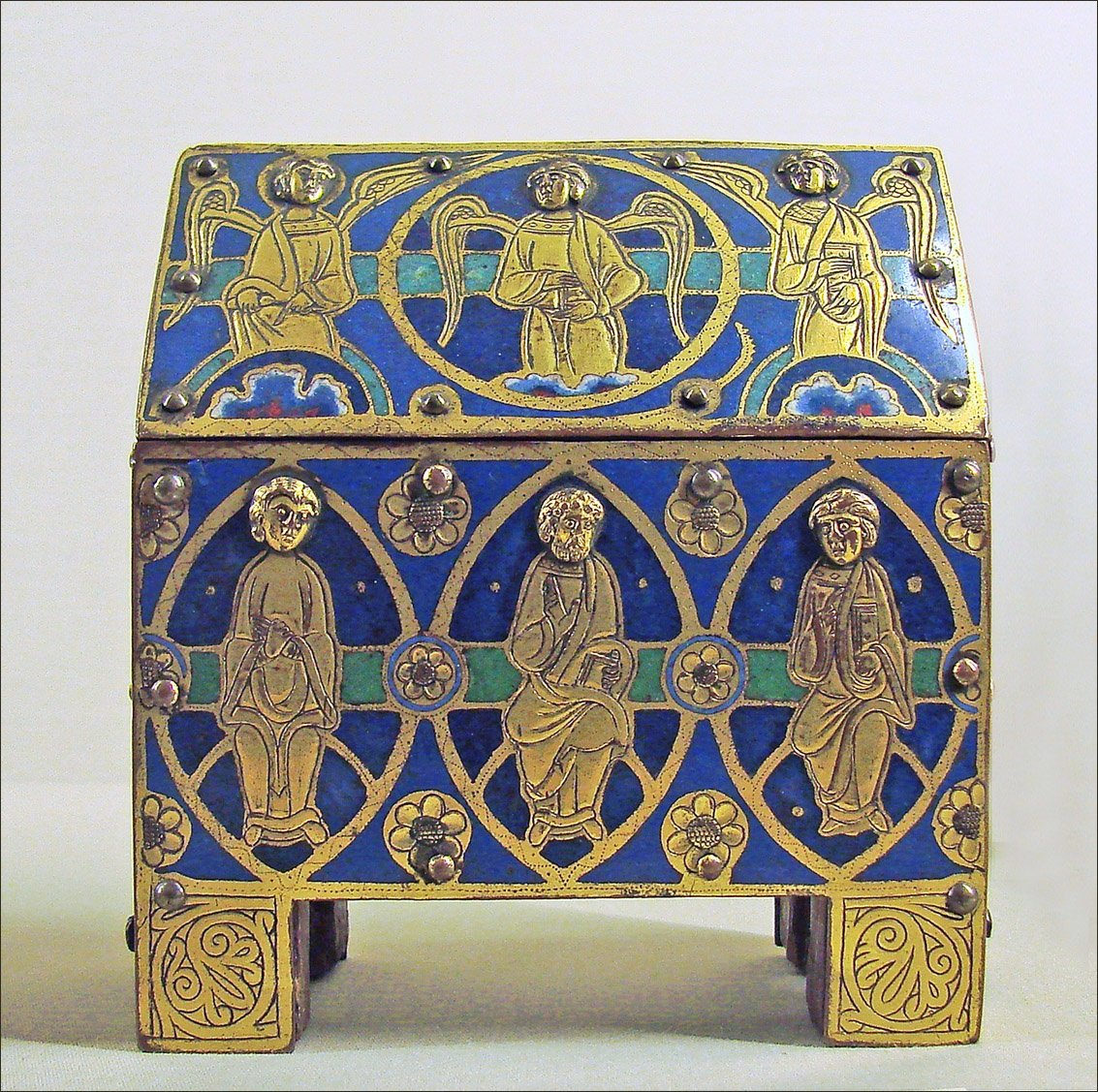
Reliekschrijn (Limoges, 13e eeuw)
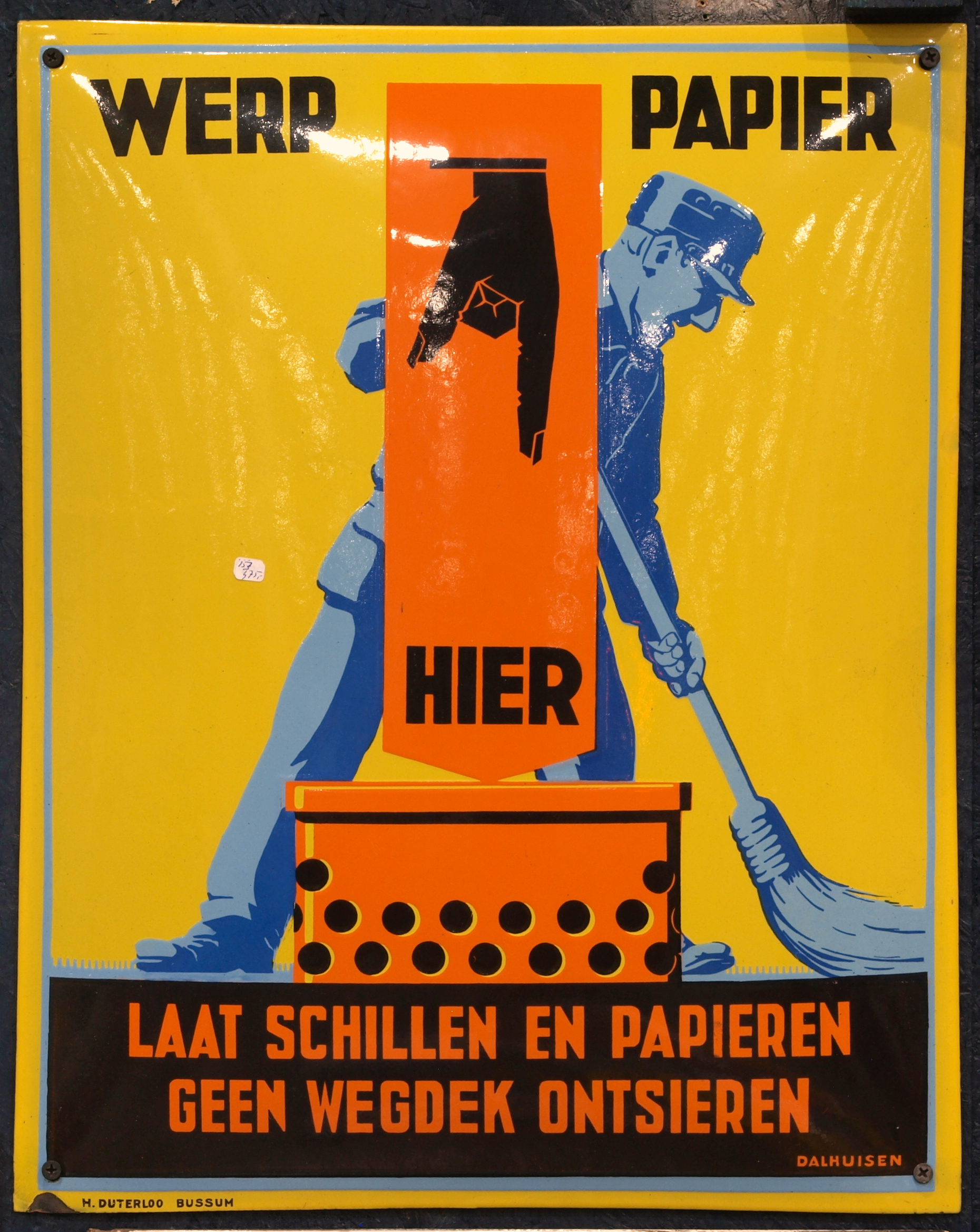
Reclamebord (20e eeuw)
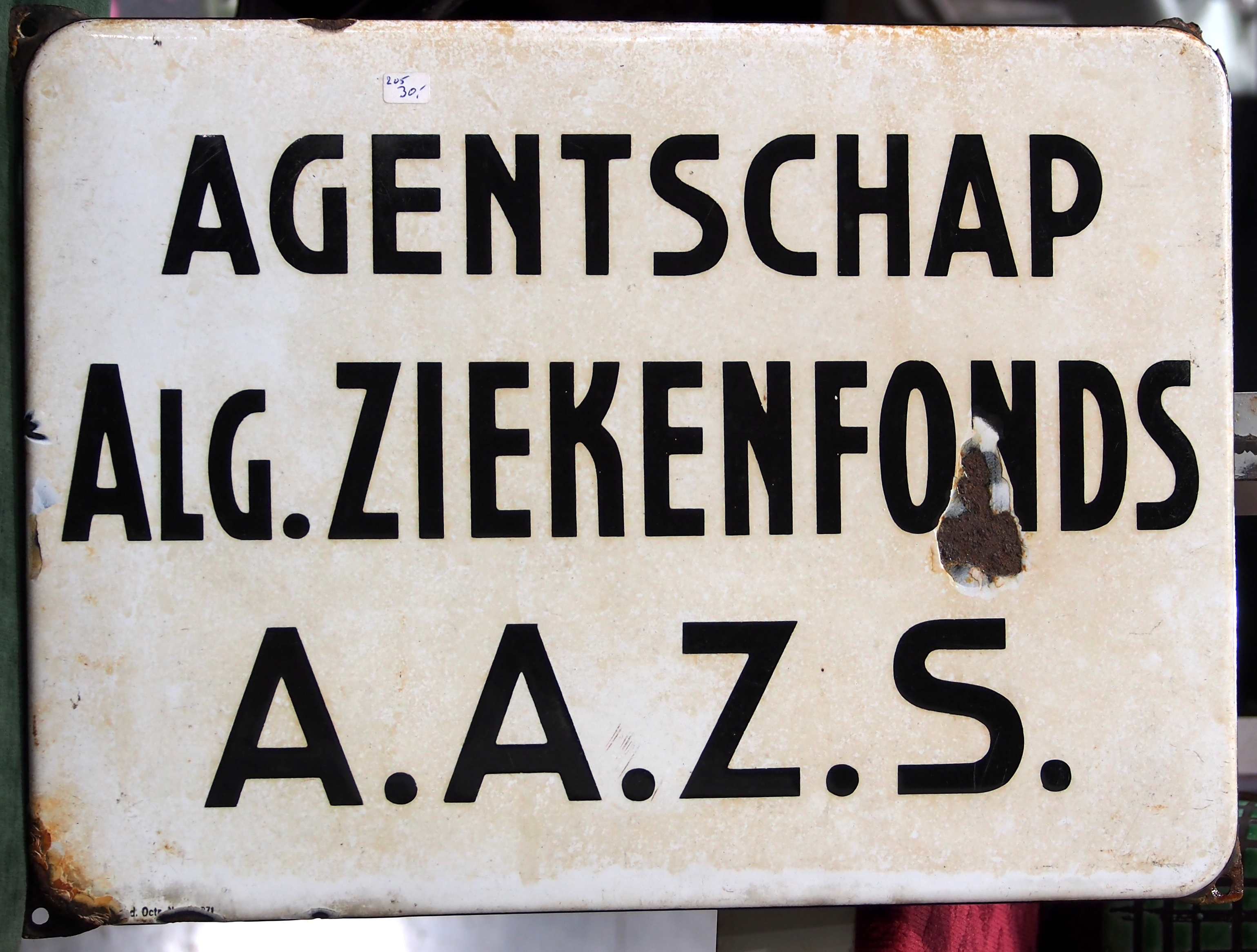
Reclamebord